# ビーレフェルトの陰謀

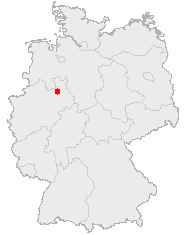
ドイツにおけるビーレフェルトの位置

ビーレフェルトの陰謀（ビーレフェルトのいんぼう、ドイツ語: Bielefeldverschwörung、英語: Bielefeld Conspiracy）は、ドイツのインターネット利用者（特にネットニュース利用者）によって語り継がれているジョーク。ビーレフェルトは、ドイツのノルトライン＝ヴェストファーレン州に実在する人口33万人の都市である。ジョークの骨子は、「ビーレフェルトという都市は実在しない」ということ、「ビーレフェルトの存在を信じさせようとする巨大な陰謀がある」という点にある。1994年にはじめて登場したこの「陰謀論」は、単なる嘘や都市伝説というよりも一種の風刺であり、サイバーカルチャーとして定着している。

## 内容

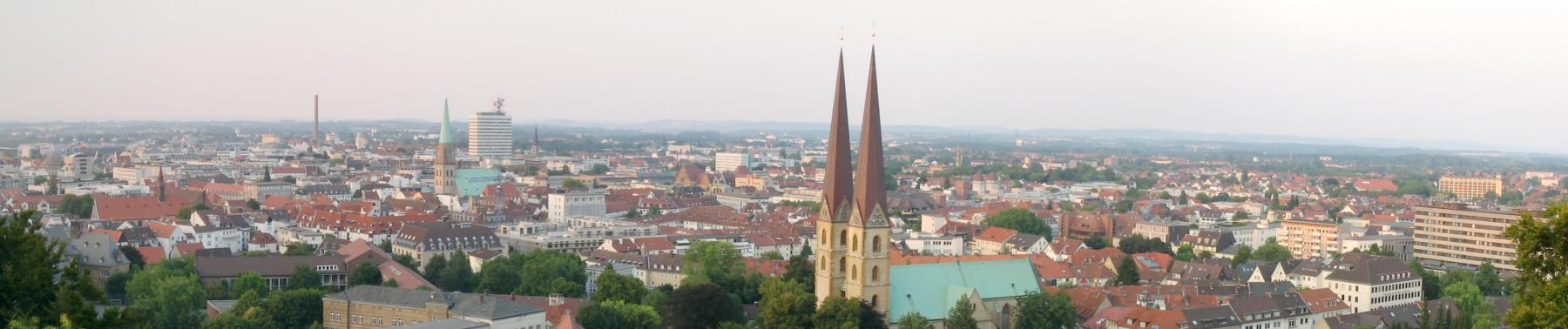
ビーレフェルト市

### 「陰謀」のプロット
※以下は、ジョークとして語られる「陰謀」のプロットである。
ビーレフェルトという都市は実在しない。「やつら」（ドイツ語ではSIE、英語ではTHEY, THEM）は当局と手を結び、「ビーレフェルト」なる架空の都市があたかも実在するかのようなプロパガンダを行っているのである。
試しに、相手に3つの質問をしてみよう。
1. あなたは、ビーレフェルトから来た人を知っていますか？
2. あなたは、ビーレフェルトに行ったことがありますか？
3. あなたは、ビーレフェルトに行ったという人を知っていますか？

ほとんどの人は、3つの質問すべてに「いいえ」と答えるはずだ。もしも1つでも「はい」と答えた人物がいたら、その人物（あるいはその知人）は「やつら」の陰謀に加わっているのである。

### 「信奉者」の行動様式
「陰謀論の信奉者」は、ビーレフェルトについて、それにふさわしい振る舞いをする。ネットを監視している「やつら」の目を欺くために Bielefeld の一部を伏字にする（B*e*e*e*d, B**l*f*ld, Blfd など）のはその代表的な例である。BIではじまるビーレフェルトの自動車のナンバープレートや、ビーレフェルト大学の卒業証書を「偽造」とこき下ろしたり、ビーレフェルト関連のニュースを「やつらのプロパガンダ」と論評するのも、「お約束」のギャグ (Running gag) である。

## 展開

### 誕生

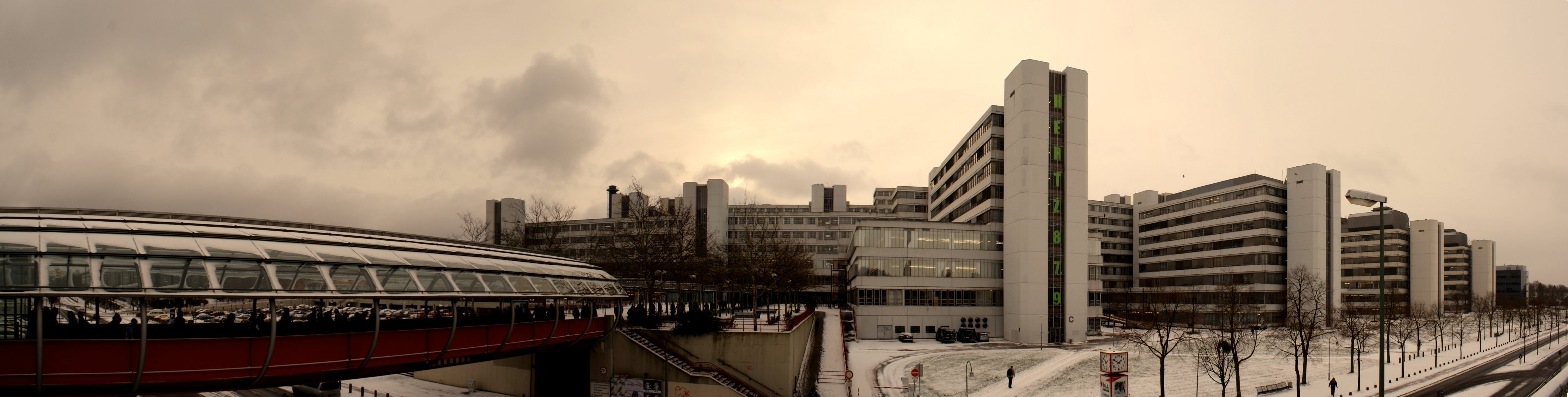
ビーレフェルト大学

1994年5月16日、キール大学でコンピュータ科学を専攻する学生であったアヒム・ヘルト（Achim Held）が、ニュースグループ de.talk.bizarre にこの「陰謀論」を投稿したのが、ことのはじまりである。「ビーレフェルトの陰謀」はドイツ語圏のインターネットコミュニティに広がり、現在も人気は衰えていない。
「陰謀」10周年を記念するZDFの番組取材を受けたヘルトは、この「神話」のはじまりがほんのジョークとして投稿されたものだと答えている。ヘルトによると、学生パーティーでニューエイジ雑誌の愛読者と話をしたことがきっかけで、このジョークが生まれたのだという。『毎日新聞』のドイツ特派員が2012年8月にヘルトに取材したところでは、パーティーでビーレフェルト出身の学生と知り合った際、自身が「そんな町、ないでしょ？」とからかった話を投稿したのだという。
このジョークがインターネット上でなぜここまでの人気を得たのかについては、互いに矛盾する諸説がある。ニュースグループの管理者と、ビーレフェルトを地盤とする掲示板 Z-Netz ユーザーとの間で文字コードのエンコードをめぐってフレーミングがあったことが、このジョークの拡大に影響したのだともいう。次節（#流行の要因）に掲げるようなビーレフェルトという都市自体の微妙な存在感もあいまって、ネットユーザーたちによってさまざまなストーリーが追加され、「陰謀論」は発展を見せることになる。
「ありもしない都市が存在するかのように信じさせる陰謀がいつ始まったのか、なぜ仕組まれたか」についてははっきりしたストーリーは定まっていない。CIAやモサド、あるいはビーレフェルト大学に宇宙船を偽装させている宇宙人の仕業であろうとされている。

### 流行の要因

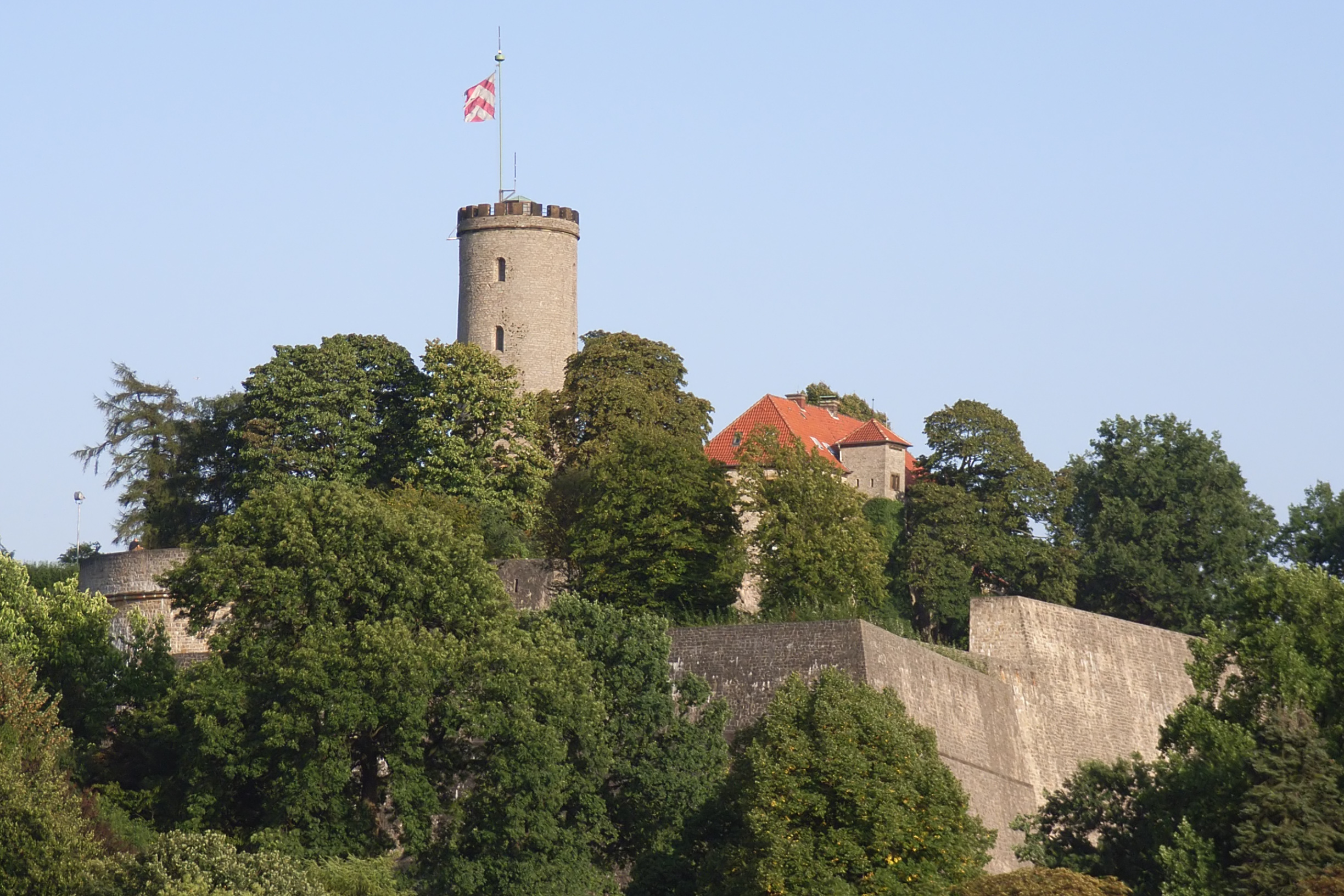
ビーレフェルトを代表する名所であるシュパレンブルク城。ラーヴェンスベルク伯領の本拠であったが、現存しているのは塔のうちの一つのみ

「ビーレフェルトの陰謀」の流行を支えたものとして、いくつかの要因が挙げられる。陰謀論の形を取って「陰謀論」そのものを風刺したジョークであり、陰謀論のばかげた論理を笑いものにしている点は要因の一つに挙げられる。
題材となったビーレフェルト市の「大都市なのにぱっとしない」微妙な存在感も、人気の要素である。ビーレフェルトはルール地方とベルリンの中間という国内交通上重要な位置にあり、ドイツの大動脈というべきアウトバーンA2や、高速列車ICEも走っている。また30万を超える人口を持つビーレフェルトは、中小都市の多いドイツでは比較的大きな都市であると言える（2010年の人口統計では全国19位）。しかし、アウトバーンは郊外を通過するだけであり、鉄道駅 (de:Bielefeld Hauptbahnhof) は市の中心部にあるものの、かつてはまるで仮設駅のような雰囲気であった（2007年に大規模な改修工事が行われたため事情は変わった）。人々はビーレフェルト市が大きな都市であることに気が付かないまま通過する。
ビーレフェルトは第二次世界大戦で連合国軍による激しい空襲を受けたために歴史的な町並みや建物も少なく、全国的に知られた名所や観光地もない。歴史的にはラーヴェンスベルク伯領の主邑であったが伯爵家は早くに断絶し、17世紀には事実上ブランデンブルク選帝侯領に吸収された状態であり、政治や文化の全国的中心地とはならなかった。古くからリネン織物産業で知られ、現在も機械製造などの企業が本社を置く産業都市であるが、一般消費者も知っているような有名企業は少なく、連邦政府機関の本拠があるわけでもなく、ニュースに取り上げられることがあまりない。ビーレフェルトに特徴的なものを挙げるならば、標準的なドイツ語から隔たっている方言があるが、ビーレフェルト方言を話す人物と会ったとしても忘れてしまう。市に本拠を置くプロスポーツチームとしてはサッカーのアルミニア・ビーレフェルトがあり、ブンデスリーガ一部に属したこともあるが、その位置を維持し続ける強豪でもない。これといった特徴がないビーレフェルトは、他の地域に住む多くのドイツ人にとっては印象に残らない。
Google マップではビーレフェルト都心部の衛星画像の解像度は長らく低いままであった。また、衛星画像と道路地図のハイブリッド表示は大きくずれていた。「ビーレフェルトの陰謀」に組み込まれたのは言うまでもない（衛星画像のデータは2006年10月に更新され、都心部も詳細に見ることができるようになった）。

### ビーレフェルトの反応

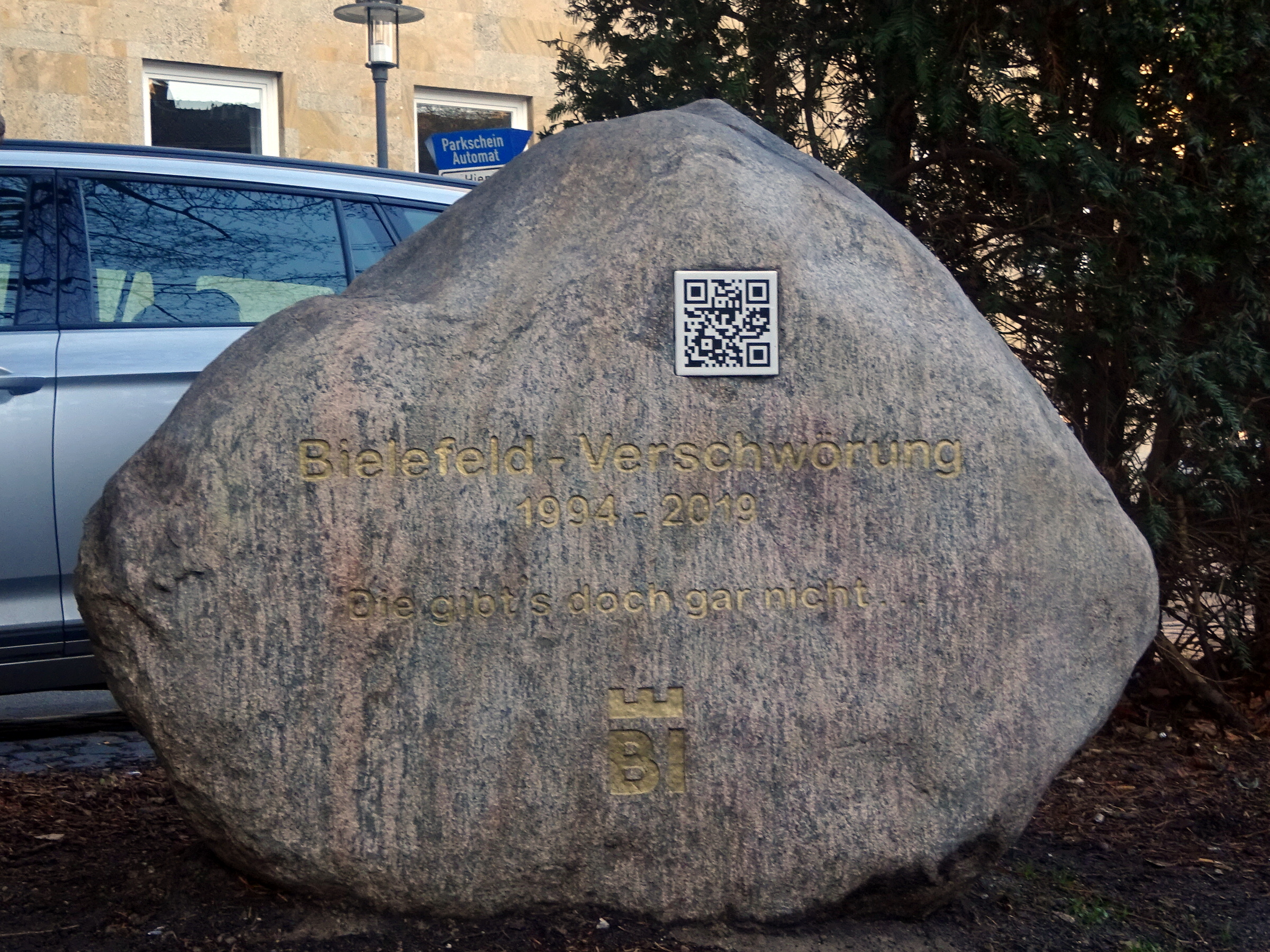
ビーレフェルト陰謀の終焉の記念石

ビーレフェルトは、このジョークの広まりによって「特徴のない都市、という特徴」を手に入れたとも言える。2019年9月にインタビューに答えた市長（Pit Clausen、2009年10月より在任）は、話の糸口になるとしてジョークを歓迎していると述べている。
1999年4月1日、市政府は新聞に Bielefeld gibt es doch! （ビーレフェルトは存在する！）と題する広告を載せた。掲載日はエイプリルフールであり、「陰謀論」に新たな火種を提供した。ビーレフェルト市政府は市のイメージアップのために広報活動をおこなっているが、市長のオフィスには実在を確かめる電話やEメールがしばしば寄せられるという。
2009年、ビーレフェルト大学（芸術学部も有する）の学生は、この「陰謀」を題材とした映画『ビーレフェルトの陰謀』（原題：Die Bielefeld Verschwörung）の製作を企画した。映画製作には大学や地元スポンサーからの出資を受けた。スタッフの大部分は学生と大学職員であり、プロの映画人では女優の Julia Kahl やカメラマンの Alexander Böke が参加している。脚本は Thomas Walden。2010年6月2日にビーレフェルトで公開された。
2019年8月、市政府は市への関心を高めるために、ビーレフェルトが存在しないことについての「議論の余地のない証拠」を提供できた人に100万ユーロを贈呈すると提案した（いわゆる消極的事実の証明）。ビーレフェルトの非実在について証明できる人物はいなかったため、市は「ビーレフェルトが存在することは決定的であり、ビーレフェルトの陰謀は終焉を迎えた」としている。これを記念して、市は歴史的市街のリネン職工記念碑 (de:Leineweberdenkmal) の近くに、迷子石で記念碑を立てた。記念碑にはQRコードが刻印され、「陰謀」の背景情報を示す。

## ドイツ以外のバリエーション
ドイツ以外でも、いくつかの都市・州はその「存在感の薄さ」がからかわれ、定番のギャグ（Running gag）の対象とされる。こうした地域を対象とした「ビーレフェルトの陰謀」のバリエーションも流行している。
- イタリアではモリーゼ州が同じ役割になる[14]。アントニオ・ディ・ピエトロのような同州出身の有力政治家は、陰謀に加担しているとされる。
- イギリスでは、マットロック (Matlock, Derbyshire) 、ワークソップ (Worksop) 、ノーザラートン (Northallerton) などが同様のジョークの対象となる。ウェールズ全体も同様。
- スペインのテルエルは県都でありながら、山がちな地形と少ない人口のために存在感が薄い。1999年、Teruel existe （テルエルは存在する）というスローガンを掲げるキャンペーン・グループが設立され、知名度の向上と投資拡大に一定の効果をおさめた。もとより、このスローガンは、Teruel no existe （テルエルは存在しない）というジョークを刺激している。
- ベルギーは国自体の実在が疑わしいとしてジョークの対象にされる[15]。
- イスラエルでは郊外住宅が広がるだけで市街地の存在感が薄いペタク・チクヴァの実在が疑われる。
- アメリカ合衆国のUSENETでは、1980年代にノースダコタ州が同様のジョークの対象にされた[16]。米国のインターネット上では、サウスダコタ州、ネブラスカ州、アイダホ州[17]、ワイオミング州[18]、モンタナ州なども存在感の薄さをからかわれる。これらの州は内陸部で人口密度が低く、農業を基幹産業としていることが共通している。ディック・チェイニー（ネブラスカ生まれ、ワイオミング育ち）は当然「やつら」の側で陰謀の一環であるとされる。
- ブラジルではアクレ州[19]が古くからジョークの対象にされており、「ビーレフェルトの陰謀」の「3つの質問」が援用されてアクレ州に置き換えられる。ただしブラジルでは「陰謀」のプロットはあまり強調されていない。
- チリで1990年代に放送されていた人気テレビ番組では、番組の最初にホストが毎回「コンバルバラ (Combarbalá) は実在しない」と言っていた。
- 日本では、政令指定都市や新幹線がない四国が存在感の薄さを笑いぐさにされることがある。また都道府県別では、以下の県がその対象にされることが多い。
  - 北関東3県（茨城県、栃木県、群馬県） - 3県とも人口や経済規模は中央値より上位に位置しているものの東京都のベッドタウン的な性格が強く、都道府県魅力度ランキングでは最下位層の常連となっている。
  - 埼玉県 - 戦後に東京都のベッドタウンとして人口が急増する以前は農村地帯だったことや、南関東の他都県と比べ有名な観光地が少ないことから「華やかさに欠ける」存在として笑いぐさにされることがある。総人口は全国5位であるにもかかわらず、2003年にさいたま市が指定されるまでは政令指定都市が存在しなかった。2015年には「埼玉県の影の薄さを自虐的に描いた」、魔夜峰央による漫画作品『翔んで埼玉』がSNS上で話題となった。この現象は、埼玉県の話題を定期的に取り上げるなど所謂「ご当地ネタ」をふんだんに取り入れることで知られるテレビ番組『月曜から夜ふかし』でも紹介された。
  - 鳥取県・島根県…都道府県別で人口が最も少ない2県。両県は隣接しており漢字表記も似ていることから、紛らわしい点も含めて2県がセットで対象になることが多い[注 1]。なおこの両県は、明治時代に同じ県だった時期がある（島根県#歴史を参照。）。
  - 岡山市…逆に「大都会岡山」なる超巨大都市の存在を主張されることがある[20]。
- 「大都会岡山」と同様の事例として、アメリカ人が地理に疎いことをネタにし、ヨーロッパに存在するとされる「リッスンブール」なる国をでっちあげるインターネット・ミームが存在する[21][22]。